# Abu-l-Fadl Al·lamí
Abu-l-Fadl (o Abu-l-Fadhl) ibn Mubàrak Al·lamí o, senzillament, Abu-l-Fadl Al·lamí (Agra, 14 de gener de 1551-22 d'agost del 1602) fou secretari particular de l'emperador mogol Akbar i historiador.
Era germà petit del poeta Abu-l-Fayd Faydí i fill del xeic Mubarak Nagawri (+1593) un destacat erudit autor del comentari de l'Alcorà anomenat Manba-i nafa'is al-uyun. Va estudiar com a deixeble del seu pare i va dirigir els seus estudis cap a la religió, el pensament grec, i el misticisme. Després va ensenyar a l'escola del seu pare.
El 1574 el seu germà el va introduir a la cort i Akbar el va agafar com a secretari privat. Va ajudar l'emperador a desfer-se de la influència dels ulemes que es va acabar el 1579 amb el decret (mahdar) que donava a Akbar el poder de decidir en les controvèrsies religioses. Va influir en una política de tolerància i en la divinització de la reialesa (el rei és la llum que ve de Déu, farr-i-izadi).
Tot i la influència que exercia en Akbar no va tenir cap càrrec oficial fins que el 1585 fou nomenat mansab de 1000; el 1592 fou promogut a mansab de 2000 i el 1598 a mansab de 2500. Políticament només va ser co-governador de Delhi per poc temps el 1586, associat a Xah-Kuli-Khan Mahram, fins que el 1599 fou nomenat governador del Dècan. Es va destacar com a administrador eficaç i el 1600 fou nomenat mansab de 4000 i el 1602 mansab de 5000, el més alt grau de la jerarquia administrativa.
El mateix any fou cridat a la cort quan es va revoltar Salim (el futur Jahangir), fill d'Akbar); al seu retorn va caure en una emboscada i fou assassinat pel desposseït cap bundela d'Orccha, Rajà Bir Singh Deva (22 d'agost del 1602) seguint ordes de Salim, al qual se li va enviar el cap.
Va deixar un fill, Abd-ar-Rahman Àfdal-Khan, que fou governador de Bihar (va morir el 1613).
Va escriure l'obra Àkbar Nama, una història del regnat d'Akbar fins a l'any 46è del seu regnat.